# ایست پالاتکا (فلوریدا)
ایست پالاتکا (به انگلیسی: East Palatka) یک منطقهٔ مسکونی در ایالات متحده آمریکا است که در شهرستان پاتنم، فلوریدا واقع شده‌است. ایست پالاتکا ۱۱٫۷ کیلومتر مربع مساحت و ۱٬۶۵۴ نفر جمعیت دارد و ۵ متر بالاتر از سطح دریا قرار دارد.